# Le Fossoyeur
Pour plus de détails, voir Fiche technique et Distribution.
Le Fossoyeur (Sono Sartana, il vostro becchino) est un western spaghetti italien sorti en 1969 réalisé par Giuliano Carnimeo (sous le pseudo d'Anthony Ascott) avec Gianni Garko dans le personnage de Sartana.

## Synopsis
Sartana est accusé par le directeur de la banque d'avoir dérobé 300 000 dollars et d'avoir tué tous les employés. En réalité, il est innocent, et c'est avec l'aide d'un voleur, Buddy Ben, qu'il vient en ville, évite toutes les embuches et découvre les véritables voleurs.

## Fiche technique
- Titre français : Le Fossoyeur[2]
- Titre original italien : Sono Sartana, il vostro becchino
- Réalisateur : Giuliano Carnimeo (sous le pseudo d'Anthony Ascott)
- Scénario : Tito Carpi, Enzo Dell'Aquila
- Genre : western spaghetti
- Production : Aldo Addobbati, Paolo Moffa, pour la Società Ambrosiana Cinematografica
- Photographie : Giovanni Bergamini
- Montage : Ornella Micheli
- Durée : 100 min
- Musique : Vasco, Mancuso
- Décors : Stefano Bulgarelli
- Costumes : Stefano Bulgarelli
- Maquillage : Vittorio Biseo
- Pays de production :  Italie
- Dates de sortie : 
  - Italie : 20 novembre 1969[3]
  - France : 17 novembre 1971[2]
- Affiche : Jouineau Bourduge (France)

## Distribution
- Gianni Garko (sous le pseudo de John Garko) : Sartana
- Frank Wolff : Buddy Ben
- Ettore Manni : Baxter Red
- Klaus Kinski : Hot Head
- Gordon Mitchell : Deguejo
- Sal Borgese : shérif Fischio Jenkins
- José Torres : Shadow
- Renato Baldini : le juge
- Federico Boido (sous le pseudo de Rick Boyd) : Bill Cochran
- Tullio Altamura (en) : Omero Crown
- Bruno Boschetti : le barbier
- Lorenzo Piani : l'adjoint au shérif
- Giovanni Petrucci

## Réception
Le film est sorti dans les salles italiennes en novembre 1969 et rapporta 328 millions de lires.